# Terry and the Pirates
Terry and the Pirates byla americká rocková superskupina, založená roku 1973 v San Franciscu, v Kalifornii ve Spojených státech amerických. Frontman skupiny byl Terry Dolan.

## Členové
- Terry Dolan – zpěv, kytara
- John Cipollina – kytara (Quicksilver Messenger Service)
- Nicky Hopkins – piáno (The Rolling Stones, The Easybeats, další)
- David Hayes – baskytara (Van Morrison Band)
- Greg Elmore – bicí (Quicksilver Messenger Service)

## Diskografie
- 1979 – Too Close For Comfort
- 1980 – The Doubtful Handshake
- 1981 – Wind Dancer
- 1982 – Rising Of The Moon
- 1987 – Terry Dolan's Acoustic Rangers
- 1990 – Silverado Trail
- 1998 – Still A Pirate